# 幽霊男 (漫画)
『幽霊男』（ゆうれいおとこ）は、手塚治虫の漫画家デビュー前に書かれた習作の一つ。本作は後の『メトロポリス』の原型となっており、プロットの一部は『火星博士』にも流用されている。

## 概要
手塚治虫は1946年のプロデビュー前から多くの作品を執筆していたことが知られており、本作もその一つである。当時の日記によると1945年4月23日から描き始められたことがわかる。「てづかまんがそうしょ」の２・３が「幽霊男」の前編・後編であるが、現在見られるのは前編のみであり後編は見つかっていない。
比較的良好な状態で現存するため、本作と「勝利の日まで」を同時収録した単行本が1995年 - 1996年にかけて全国5箇所で開催された「手塚治虫〜過去と未来のイメージ〜展」の図録の付録特典として購入者全員にプレゼントされた。
2010年に「手塚治虫創作ノートと初期作品集」に収録され、2012年に手塚治虫文庫全集「手塚治虫漫画全集未収録作品集３」に収録された。

## あらすじ
山田野博士はあらゆるものを分解できる液を分泌する破壊虫を発見するが、人影から現れた幽霊のような怪人物に助手を殺され破壊虫を奪われてしまう。助手と懇意であった探偵のヒゲオヤヂは幽霊男の追跡を開始し、研究所の屋根まで追いつめるが殴られ転落、途中で引っかかったのは窪地にある不思議な一軒家であった。
中にはゴンドラ博士なる怪人物をはじめとした怪しい外国人が大勢おり、ヒゲオヤヂは襲われ撃ち殺されそうになるが、逃げる途中でロボットのプポに助けられる。プポはゴンドラ博士に作られたロボットであるが、博士の悪行に気づき敵対するようになっていたのである。ヒゲオヤヂはプポと協力することを約束するが、プポはゴンドラ博士に溶かされヒゲオヤヂも拘束されてしまう。
一方、山田野博士は万国博士総会に出席していたが、そこで破壊虫を持っている男を見つける。男を追跡し、入っていった家に乗り込むと出迎えたのはゴンドラ博士であった。ゴンドラ博士が変装姿を解くとその正体は万国博士総会で破壊虫を持っていた男であり、本名は赤化ユダヤゴンドラ秘密結社社長のルセーヌ・パンであると明かす。山田野博士は毒を飲まされ拘束されてしまう。
別の部屋で縛り上げられていたヒゲオヤヂはコブラ姫と名乗る女性型ロボットに救出された。コブラ姫もゴンドラ博士に作られたロボットであるが、生命を軽視するゴンドラ博士を見るに見かねていた。ヒゲオヤヂは結社員に追われ逃げる中、地下道の空気穴に落ちゴンドラ邸に再度乗り込んでいくことになる。ヒゲオヤヂは奴隷部屋で虐げられていたプポの仲間たちを発見し、結社と戦うように説き伏せる。さらにコブラ姫の協力を求めるべく彼女を探しに行くところで前編は終了となっている。

## 登場人物
火気親次（ヒゲオヤヂ）
本作の主人公。民間素人探偵及び萬呂頭（よろず）研究家。
山田野加賀志（やまだのかがし）
副主人公。理学博士であり、破壊虫の発見者。
ゴンドラ・カヌー
第三の主人公。本名ルセーヌ・パン。赤化ユダヤ秘密結社社長であり人類の敵。医学博士でありながら殺人を好む変態的心理の持ち主。
プポ
人造人間の奴隷であるがゴンドラ博士の陰謀を知って奮起しヒゲオヤヂのために殉死する。
毒蛇（コブラ）姫
ゴンドラ博士が作った美しい女性型ロボット。背中の羽で空を飛び、鋼鉄製の体で銃弾を跳ね返す。生命のあるものを殺すことを嫌うがプポたちのようなロボットは奴隷として見下している。

## 書誌情報
- 手塚治虫創作ノートと初期作品集（小学館クリエイティブ）
- 手塚治虫文庫全集『手塚治虫漫画全集未収録作品集3』（講談社）